# Ivana Kislinger
Ivana Kislinger, celým jménem Ivana Olga Ana María Francisca Kislinger (27. března 1932 Buenos Aires – 15. prosince 2005 La Quinta, Kalifornie, USA), byla argentinská herečka narozená v Buenos Aires rodičům původem z Československa.
Otec Karel Kislinger emigroval do Jižní Ameriky asi v roce 1920. Narodil se 4. srpna 1893 v Novém Hrozenkově, povoláním byl sklář vyučený ve sklárnách Karolinina huť (nyní Sklárny Karolinka). Matka se jmenovala Olga Kislinger, rozená Wurmová.

## Umělecká kariéra
Ivana Kislinger se původně věnovala baletu, ve věku 12 let si jí všiml vedoucí souboru Ballet Ruso Montecarlo a chtěl ji angažovat do své společnosti. Rodiče však nesouhlasili a tak pokračovala ve studiu s Romanem Jasinským a Olegem Tupinem, tanečníky Tupin studio. V následujícím období se začalo formovat její budoucí povolání herečky, např. prací na Macbethovi.
V roce 1954 vyhrála soutěž Miss Argentina a byla mezi 16 finalistkami Miss Universe. Od roku 1955 hrála v několika amerických filmech, bydlela v Los Angeles. V roce 1956 byla jednou z hvězd Mezinárodního filmového festivalu Karlovy Vary.

## Filmografie
- The Flying Nun (seriál) (1969)
- What Did you Do in the War, Daddy? (1966)
- The Naked Maja (1958)
- Ce un sentiero nel cielo (1957)
- Enigma de mujer (1956)
- El tango en Paris (1956)
- La noche de Venus (1955)